# Zabytki w San Marino
San Marino posiada liczne zabytki, którymi jest w stanie się poszczycić. Zachowały się tutaj średniowieczne domy, place i fortyfikacje. Gród otaczały mury obronne z licznymi bramami i basztami. Powyżej grodu, na trzech wierzchołkach góry Titano zbudowano obronne zamki połączone murami.

## Twierdza La Rocca o Guaita

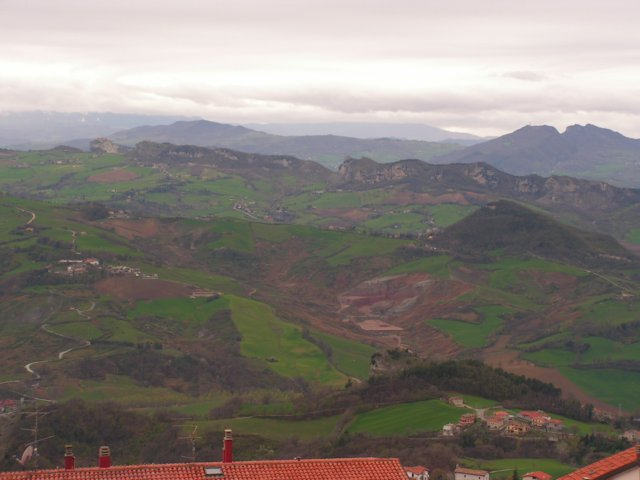
Widok z twierdzy na San Marino

Niewątpliwie na uwagę zasługuje twierdza La Rocca o Guaita, która została zbudowana już w XI w., a swój obecny kształt uzyskała po przebudowach z XV w. Nad twierdzą niepodzielnie góruje wieża o planie wydłużonego pięcioboku, która została zbudowana bezpośrednio na skale (bez fundamentów). Oprócz zachowanej w dobrym stanie wieży i murów obronnych, tuż przy bramie wejściowej znajduje się niewielka kapliczka. Z wieży widoczne są pięcioboczne wieże dwóch pozostałych fortyfikacji, które zbudowano w XIII w.: La Cesta o Fratta oraz Montale. W środkowej, La Cesta o Fratta, mieści się Muzeum Starej Broni.

## Katedra
Innym obiektem zasługującym na uznanie jest katedra poświęcona pamięci świętego Maryna, która została zaprojektowana przez Antonio Serra, bolońskiego architekta w 1826. Stanęła w 1855 w miejscu jednego z pierwszych kościołów zbudowanych w okresie przedromańskim. Obiekt ten jest trójnawowy w stylu klasycystycznym z fasadą ozdobioną kolumnami korynckimi
We wnętrzu katedry, po lewej stronie, w niszy w pobliżu prezbiterium stoi podwójny fotel Kapitanów – Regentów. Po prawej stronie w srebrnej urnie znajdują się prochy św. Maryna.
Stojąc na placu przed katedrą, w głębi po jej prawej stronie widzimy masywną sylwetkę romańskiej dzwonnicy pochodzącej z 600 r. Obok niej znajduje się niewielki, szesnastowieczny kościół pod wezwaniem św. Piotra, przebudowany ok. 1826 r. W apsydzie kościoła znajdują się dwa wgłębienia. Zgodnie z tradycyjnym przekazem są to miejsca, w którym sypiali św. Maryn i św. Leon.

## Ratusz
Przy Piazza della Libertà mieści się ratusz Palazzo Pubblico, siedziba rządu republiki. Ratusz został zbudowany w stylu gotyckim pod koniec XIV w. w miejscu wcześniejszego domu rajców (Domus Comunis Magna). W latach późniejszych był wielokrotnie przebudowywany i naprawiany. Pod koniec XIX w. został odtworzony najprawdopodobniej zgodnie ze swoim pierwotnym wyglądem według projektu rzymskiego architekta Francesco Azzurri. Wejście do budynku umieszczone jest w podcieniach zamkniętych trójprzęsłową arkadą Wewnątrz znajduje się 60-osobowa Wielka Sala Rad, Sala Zgromadzeń i Sala Głosowań.
Fasada ratusza miejskiego została ozdobiona herbami dziewięciu Zamków wchodzących w skład republiki. Nad środkowym łukiem arkady znajduje się kartusz z herbem republiki. Na wysokości półpiętra, w prawym narożniku budynku, umieszczona jest brązowa statuetka przedstawiająca św. Marino. Nad ratuszem góruje z lewej strony wieża zegarowa. Nad tarczą zegara umieszczono mozaikę przedstawiającą postacie: św. Marino, św. Leon i św. Agaty. Wieża i korpus ratusza zwieńczone są blankami.

## Plac miejski (Palazzo del Governo)
Pod powierzchnią placu znajduje się średniowieczny kompleks cystern gromadzących wodę deszczową dla potrzeb miasta.

## Inne zabytki i atrakcje turystyczne
1. Pomnik na placu – Statua Wolności.
2. Palazzo Valloni (dziś Muzeum i galeria malarstwa)
3. Muzeum figur woskowych przy Via Lapicidi Marini 17
4. Muzeum Filatelistyczne przy Pizza Belzotti w Borgomaggiore
5. Kościół Giovanniego Michelucciego
6. Kościół S. Francisco z 1361 r.
7. Twierdza „Guaita” z XI w.
8. Twierdza „Fratta” z XIII w
9. Twierdza Montale z XIII w.